# 妮克·洛伦茨
妮克·洛伦茨（德語：Nike Lorenz，1997年3月12日—），德国女子曲棍球运动员。她曾代表德国参加2016年和2020年夏季奥林匹克运动会曲棍球比赛，其中2016年奥运会获得一枚铜牌。